# Hipnos
Hipnos je v grški mitologiji bog spanja; sin Noči in dvojček Tanatosa.
Po navadi je upodobljen kot mladenič z orlovskimi ali metuljevimi krili.